# Festival Internacional de Cine de Mar del Plata 2022
La 37° edición del Festival Internacional de Cine de Mar del Plata se celebrará del 3 al 13 de noviembre de 2022.

## Jurados

### Competencia Internacional
- Dolores Fonzi, actriz, guionista y directora argentina[3]
- Alexandre Koberidze, director georgiano[3]
- Alberto Lechuga, periodista español[3]
- Inge Stache, desarrolladora de programas culturales alemana[3]
- Joe Swanberg, director estadounidense[3]

### Competencia Latinoamericana
- Brad Deane, productor, editor y programador canadiense[3]
- Lili Jeanne Marie Hinstin, directora artística y programadora francesa[3]
- Constanza Novick, guionista, productora y directora argentina[3]

### Competencia Argentina
- Gerard Casau, programador español[3]
- Leonardo Bomfim, programador brasileño[3]
- María José Santacreu, programadora uruguaya[3]

### Competencia Estados Alterados
- Beli Martínez, productora española[3]
- Jessica Sarah Rinland, directora argento-inglesa[3]
- Pedro Segura, curador, crítico y distribuidor mexicano[3]

## Secciones oficiales

### Competencia Internacional
| Título original                | Título internacional      | Director(es)           | País de origen     |
| ------------------------------ | ------------------------- | ---------------------- | ------------------ |
| Cambio cambio                  | Money Exchange            | Lautaro García Candela | Argentina          |
| El rostro de la medusa         | The Face of the Jellyfish | Melisa Liebenthal      | Argentina          |
| How to Blow Up a Pipeline      | How to Blow Up a Pipeline | Daniel Goldhaber       | Estados Unidos     |
| La uruguaya                    | La uruguaya               | Ana García Blaya       | Argentina, Uruguay |
| Lobo e Cão                     | Wolf and Dog              | Cláudia Varejão        | Portugal, Francia  |
| Los de abajo                   | The Ones from Below       | Alejandro Quiroga      | Bolivia            |
| O trio em mi bemol             | The Kegelstatt Trio       | Rita Azevedo Gomes     | Portugal           |
| Réduit                         | Retreat                   | Leon Schwitter         | Suiza              |
| Saudade fez morada aqui dentro | Bittersweet Rain          | Haroldo Borges         | Brasil             |
| So Much Tenderness             | So Much Tenderness        | Lina Rodriguez         | Canadá             |
| There There                    | There There               | Andrew Bujalski        | Estados Unidos     |
| Tres hermanos                  | Three Brothers            | Francisco J. Paparella | Argentina, Chile   |

Título resaltado indica a la película ganadora del Astor de Oro.

### Competencia Latinoamericana
| Título original                 | Título internacional           | Director(es)                   | País de origen                       |
| ------------------------------- | ------------------------------ | ------------------------------ | ------------------------------------ |
| Amigas en un camino de campo    | Friends on a Country Road      | Santiago Loza                  | Argentina                            |
| Anhell69                        | Anhell69                       | Theo Montoya                   | Alemania, Colombia, Francia, Rumania |
| El visitante                    | The Visitor                    | Martín Boulocq                 | Bolivia, Uruguay                     |
| Errante. La conquista del hogar | Wanderer. The Conquest of Home | Adriana Lestido                | Argentina                            |
| Huesera                         | Huesera                        | Michelle Garza Cervera         | México, Perú                         |
| Mato seco en chamas             | Dry Ground Burning             | Joana Pimenta, Adirley Queirós | Brasil, Portugal                     |
| Notas para una película         | Notes for a Film               | Ignacio Agüero                 | Chile                                |
| Tengo sueños eléctricos         | I Have Electric Dreams         | Valentina Maurel               | Bélgica, Francia, Costa Rica         |
| Tinnitus                        | Tinnitus                       | Gregorio Graziosi              | Brasil                               |
| Trenque Lauquen                 | Trenque Lauquen                | Laura Citarella                | Argentina                            |

Título resaltado indica a la película ganadora del Astor de Oro.

### Competencia Argentina
| Título original                          | Título internacional              | Director(es)                    | País de origen      |
| ---------------------------------------- | --------------------------------- | ------------------------------- | ------------------- |
| Búfalo                                   | Búfalo                            | Nicanor Loreti                  | Argentina           |
| El amor vendrá como un incendio forestal | Love Will Come as a Forestal Fire | Laura Spiner                    | Argentina           |
| Hace mucho que no duermo                 | Long Time No Sleep                | Agustín Godoy                   | Argentina, Colombia |
| Herbaria                                 | Herbaria                          | Leandro Listorti                | Argentina, Alemania |
| Juana Banana                             | Juana Banana                      | Matías Szulanski                | Argentina           |
| Luminum                                  | Luminum                           | Maximiliano Schonfeld           | Argentina           |
| Náufrago                                 | Náufrago                          | Martín Farina, Willy Villalobos | Argentina, Uruguay  |
| Sobre las nubes                          | About the Clouds                  | María Aparicio                  | Argentina           |
| Te prometo una larga amistad             | I Promise You a Long Friendship   | Jimena Repetto                  | Argentina           |

Título resaltado indica a la película ganadora del Astor de Oro.

### Competencia Estados Alterados
| Título original                                   | Título internacional                             | Director(es)                                   | País de origen                          |
| ------------------------------------------------- | ------------------------------------------------ | ---------------------------------------------- | --------------------------------------- |
| A Woman Escapes                                   | A Woman Escapes                                  | Burak Çevik, Blake Williams, Sofia Bohdanowicz | Canadá, Turquía                         |
| Afterwater                                        | Afterwater                                       | Dane Komljen                                   | Alemania, Serbia, España, Corea del Sur |
| Filme Particular                                  | Private Footage                                  | Janaína Nagata                                 | Brasil                                  |
| Fogo-Fátuo                                        | Will-O’-the-Wisp                                 | João Pedro Rodrigues                           | Francia, Portugal                       |
| Human Flowers of Flesh                            | Human Flowers of Flesh                           | Helena Wittmann                                | Alemania, Francia                       |
| Geographies of Solitude' '                        | Geographies of Solitude' '                       | Jacquelyn Mills                                | Canadá                                  |
| Lockdown Diaries                                  | Lockdown Diaries                                 | Jeff Zorrilla                                  | Argentina, Estados Unidos               |
| Manuale di cinematografia per dilettanti – Vol. I | A Companion for Amateur Cinematographers: Vol. I | Federico Di Corato                             | Italia                                  |
| Maria Schneider, 1983                             | Maria Schneider, 1983                            | Elisabeth Subrin                               | Francia                                 |
| The Newest Olds                                   | The Newest Olds                                  | Pablo Mazzolo                                  | Argentina, Canadá                       |
| The Plains                                        | The Plains                                       | David Easteal                                  | Australia                               |
| Vía negativa                                      | Negative Path                                    | Alan Martín Segal                              | Argentina, Corea del Sur                |

Título resaltado indica a la película ganadora del Astor de Oro.

## Panorama

### Autoras y Autores
| Título original           | Título internacional        | Director(es)                | País de origen                      |
| ------------------------- | --------------------------- | --------------------------- | ----------------------------------- |
| As bestas                 | The Beasts                  | Rodrigo Sorogoyen           | España, Francia                     |
| Boy from Heaven           | Boy from Heaven             | Tarik Saleh                 | Suecia, Francia, Finlandia          |
| Camarera de piso          | Maid                        | Lucrecia Martel             | Argentina                           |
| Coma                      | Coma                        | Bertrand Bonello            | Francia                             |
| Don Juan                  | Don Juan                    | Serge Bozon                 | Francia                             |
| El menú                   | The Menu                    | Mark Mylod                  | Estados Unidos                      |
| El prodigio               | The Wonder                  | Sebastián Lelio             | Estados Unidos, Reino Unido         |
| El sembrador de estrellas | The Sower of Stars          | Lois Patiño                 | España                              |
| Imperio de luz            | Empire of Light             | Sam Mendes                  | Reino Unido, Estados Unidos         |
| La reina desnuda          | The Naked Queen             | José Celestino Campusano    | Argentina                           |
| Le pupille                | The Pupils                  | Alice Rohrwacher            | Italia                              |
| Lynch                     | Oz                          | Alexandre O. Philippe       | Estados Unidos                      |
| No Bears                  | No Bears                    | Jafar Panahi                | Irán                                |
| Pacifiction               | Pacifiction                 | Albert Serra                | España, Francia, Alemania, Portugal |
| SINFON14                  | SINFON14                    | Raúl Perrone                | Argentina                           |
| Tales of the Purple House | Hikayat Elbeit Elorjowani   | Abbas Fahdel                | Francia, Irak, Líbano               |
| Tenéis que venir a verla  | You Have to Come and See It | Jonás Trueba                | España                              |
| Un año, una noche         | One Year, One Night         | Isaki Lacuesta              | España, Francia                     |
| Un beau matin             | One Fine Morning            | Mia Hansen-Løve             | Francia, Reino Unido, Alemania      |
| Vera                      | Vera                        | Rainner Frimmel, Tizza Covi | Austria                             |
| Walk Up                   | Walk Up                     | Hong Sang Soo               | Corea del Sur                       |

### Nuevas Autoras - Nuevos Autores
| Título original            | Título internacional       | Director(es)       | País de origen             |
| -------------------------- | -------------------------- | ------------------ | -------------------------- |
| Alcarrás                   | Alcarrás                   | Carla Simón        | España, Italia             |
| El veterano                | El veterano                | Jerónimo Rodríguez | Chile                      |
| I Love My Dad              | I Love My Dad              | James Morosini     | Estados Unidos             |
| La nuit du 12              | The Night of the 12th      | Dominik Moll       | Francia                    |
| Living                     | Living                     | Oliver Hermanus    | Reino Unido                |
| Matadero                   | Matadero                   | Santiago Fillol    | Argentina, Francia, España |
| Queens of the Qing Dinasty | Queens of the Qing Dinasty | Ashley McKenzie    | Canadá                     |
| The Five Devils            | The Five Devils            | Léa Mysius         | Francia                    |
| Unrest                     | Unrueh (Disturbios)        | Cyril Schäublin    | Suiza                      |

### Galas
| Título original      | Título internacional | Director(es)      | País de origen |
| -------------------- | -------------------- | ----------------- | -------------- |
| A Bit of Light       | A Bit of Light       | Stephen Moyer     | Reino Unido    |
| Ardiente paciencia   | Ardiente paciencia   | Rodrigo Sepúlveda | Chile          |
| El método Tangalanga | El método Tangalanga | Mateo Bendesky    | Argentina      |
| Las fiestas          | The Parties          | Ignacio Rogers    | Argentina      |
| Sublime              | Sublime              | Mariano Biasin    | Argentina      |

## Premios
Los siguientes premios oficiales se entregaron en la 37° edición:

### Selección oficial

#### Competencia Internacional
- Premio Astor Piazzolla al Mejor Largometraje: Saudade fez morada aqui dentro de Haroldo Borges
- Premio Astor Piazzolla - Premio Especial del Jurado: Tres hermanos de Francisco J. Paparella
- Mención Especial: Cambio cambio de Lautaro García Candela
- Mención Especial: Elenco de Saudade fez morada aqui dentro de Haroldo Borges
- Premio Astor Piazzolla a la Mejor Dirección: Ana García Blaya por La uruguaya y Melisa Liebenthal por El rostro de la medusa (Ex Aequo)
- Premio Astor Piazzolla a la Mejor Interpretación: Sonia Parada en Los de abajo de Alejandro Quiroga
- Premio Astor Piazzolla al Mejor Guion: Andrew Bujalski por There There

#### Competencia Latinoamericana
- Premio Astor Piazzolla al Mejor Largometraje: Trenque Lauquen de Laura Citarella
- Premio Especial del Jurado: Mato seco em chamas de Joana Pimenta y Adirley Queirós
- Mención Especial: Anhell69 de Theo Montoya
- Premio Astor Piazzolla al Mejor Cortometraje: Ánima de Manuel Matías Gómez
- Mención Especial: El silencio de los niños de Sofía Quirós Ubeda

#### Competencia Argentina
- Premio Astor Piazzolla al Mejor Largometraje: Sobre las nubes de María Aparicio
- Premio José Martínez Suárez a la Mejor Dirección: Leandro Listorti por Herbaria
- Premio Astor Piazzolla al Mejor Cortometraje: Carne de Dios de Patricio Plaza

#### Competencia Estados Alterados
- Premio Astor Piazzolla a Mejor Película: Geographies of Solitude de Jacquelyn Mills
- Mención Especial: The Newest Olds de Pablo Mazzolo
- Mención Especial: Filme particular de Janaína Nagata

#### Competencia En Tránsito (Work In Progress)
- Premio Astor Piazzolla al Mejor Proyecto: Plata o mierda de Toia Bonino y Marcos Joubert
- Mención Especial: Punku de Juan Daniel Fernández Molero
- Mención Especial: Sombra grande de Maximiliano Schonfeld

### Premios otorgados por patrocinadores

#### Competencia En Tránsito (Work In Progress)
- Premio Banco Nación, Cinecolor y Cono del Silencio al Mejor proyecto en tránsito: Plata o mierda de Toia Bonino y Marcos Joubert

#### Competencia Latinoamericana
- Premio Alta Definición Argentina a la Mejor Película de la Competencia Latinoamericana: Trenque Lauquen de Laura Citarella

#### Competencia Argentina
- Premio Banco Nación, Lahaye Media y Pomeranec Sonido al Mejor Largometraje Argentino: Sobre las nubes de María Aparicio
- Premio Banco Nación, Lahaye Media y Pomeranec Sonido al Mejor Cortometraje Argentino: Carne de Dios de Patricio Plaza

#### Competencia Estados Alterados
- Premio MUBI a la Mejor Película: Geographies of Solitude de Jacquelyn Mills

### Premios otorgados por jurados independientes
| - AADA - Asociación Argentina de Directores de Arte Premio Mejor Dirección de Arte de Largometraje en Competencia Internacional: Micaela Urrutia y Ángela Torti, directoras de arte de la película Tres hermanos de Francisco Paparella - AATI - Asociación Argentina de Traductores e Intérpretes Premio Mejor Cortometraje de la Competencia Argentina: Carne de Dios de Patricio Plaza - ACCA - Asociación de Cronistas Cinematográficos de Argentina Premio Mejor Largometraje de la Competencia Argentina: Sobre las nubes de María Aparicio Mención especial: Te prometo una larga amistad de Jimena Repetto - ADF - Autores de Fotografía Cinematográfica Argentina Premio Mejor Dirección de Fotografía de la Competencia Internacional: Rui Xavier por su trabajo en Lobo e Cao de Claudia Varejão - APAC - Asociación de Productores Audiovisuales de Córdoba Premio “Paola Suárez” al Mejor Largometraje en Competencia Argentina: Náufrago de Martín Farina y Willy Villalobos - APIMA - Asociación de Productores Independientes de Medios Audiovisuales Premio Mejor Largometraje de la Competencia Latinoamericana: Amigas en un camino de campo de Santiago Loza - APPLAA - Asociación de Productoras y Productores de Locaciones Audiovisuales de Argentina Premio Mejor Diseño de Locaciones de Largometraje Argentino de todas las Competencias: Esteban Musacchio por Tres hermanos de Francisco Paparella - ARGENTORES - Sociedad General de Autores de la Argentina Premio Mejor Guion de Largometraje Argentino de todas las Competencias: Agustín Godoy y Melisa Liebenthal por El rostro de la medusa de Melisa Liebenthal - ASA - Asociación Argentina de Sonidistas Audiovisuales Premio Mejor Sonido de Largometraje Argentino de todas las Competencias: Lucas Larriera y Marcos Canosa por Hace mucho que no duermo de Agustín Godoy Mención especial: Roberta Ainstein por Herbaria de Leandro Listorti - DAC - Directores Argentinos Cinematográficos Premio Mejor Director/a Argentino/a de Largometraje de todas las Competencias: Francisco Paparella por Tres hermanos - EDA - Asociación Argentina de Editores Audiovisuales Premio Mejor Montaje de la Competencia Internacional: Haroldo Borges y Juliano Castro por su trabajo en Saudade fez morada aqui dentro de Haroldo Borges - FEISAL - Federación de Escuelas de Cine de América Latina Premio Mejor Largometraje en Competencia Oficial realizado por Director/a Latinoamericano/a hasta 35 años en Competencia Internacional, Latinoamericana y Argentina: Tengo sueños eléctricos de Valentina Maurel Primera mención: Sobre las nubes de María Aparicio Segunda mención: Anhell69 de Theo Montoya - FIPRESCI - Federación Internacional de Prensa Cinematográfica Premio Mejor Largometraje de la Competencia Latinoamericana: Tengo sueños eléctricos de Valentina Maurel | - FNA - Fondo Nacional de las Artes Premio Mejor Cortometraje Argentino (Ex aequo): Las habitaciones vacías de Julia Pesce y Carne de Dios de Patricio Plaza Mención especial: A Marcelo Subiotto por su actuación en el cortometraje Los misterios del mundo de Mariano Luque - Fundación SAGAI Premio Patacón de Cine a la Mejor Interpretación Femenina y Premio Patacón de Cine a la Mejor Interpretación Masculina en Largometrajes Argentinos en todas las Competencias Mejor Interpretación Femenina: Julieta Raponi por Juana Banana de Matías Szulanski Mejor Interpretación Masculina: Ignacio Quesada por Cambio cambio de Lautaro García Candela - La Mujer y el Cine Premio “Una nueva mirada” a largometrajes nacionales dirigidos por mujeres de todas las secciones de Competencia: Melisa Liebenthal por su película El rostro de la medusa Mención especial: María Aparicio por su documental Sobre las nubes - Ministerio de Mujeres, Políticas de Género y Diversidad Sexual de la Provincia de Buenos Aires Premio “Eva Landeck” a la Mejor Directora Argentina cuyo largometraje se destaque por la perspectiva de género en todas las Competencias: Laura Citarella por Trenque Lauquen Mención Especial: Mara Pescio por el documental Barrio modelo - PCI - Asociación de Directorxs de Cine PCI - Proyecto de Cine Independiente Premio a la Innovación Artística al Mejor Primer o Segundo Largometraje Argentino en todas las Competencias: Errante: La conquista del hogar de Adriana Lestido - RAFMA - Red Argentina de Festivales y Muestras Audiovisuales Premio Edgardo “Pipo” Bechara El Khoury al Mejor Cortometraje de la Competencia Argentina Ganador: Tres cinematecas de Nicolás Suárez - RECAM - Reunión Especializada de Autoridades Cinematográficas y Audiovisuales del MERCOSUR Premio RECAM al Mejor Cortometraje del Mercosur en Competencias Latinoamericana, Argentina y Estados Alterados: Las habitaciones vacías de Julia Pesce Mención especial: Las arañas de Sol Giancaspro - SAE - Sociedad Argentina de Editores Audiovisuales Premio Mejor Montaje de Largometraje Argentino en Competencia Latinoamericana y Argentina: Andrés Pepe Estrada, Florencia Gómez García y Miguel De Zuviría por su labor en Barrio modelo de Mara Pescio - SICA APMA - Sindicato de la Industria Cinematográfica Argentina, Animación, Publicidad y Medios Audiovisuales Premio “Tato Miller” a la Mejor Realización Técnica y Tratamiento de Temáticas Sociales de la Competencia Latinoamericana: El visitante de Martín Boulocq - SIGNIS - Asociación Católica Mundial para la Comunicación Premio Mejor Largometraje de la Competencia Internacional: Saudade fez morada aqui dentro de Haroldo Borges Mención especial: Los de abajo de Alejandro Quiroga - Programa Cine en Cárceles Mención Especial: La danza de Los Mirlos de Álvaro Luque Mención Especial: La uruguaya de Ana García Blaya |

| Predecesor: Festival Internacional de Cine de Mar del Plata 2021 | Festival Internacional de Cine de Mar del Plata 2022 | Sucesor: Festival Internacional de Cine de Mar del Plata 2023 |